# Советские патриоты (фильм)
Сове́тские патрио́ты — советский фильм 1939 года; режиссёр Григорий Ломидзе, Ашхабадская киностудия.

## Сюжет
Фильм о борьбе советских пограничников и колхозников против диверсантов; место действия — Туркменистан; время — 1930-е годы.

## В ролях
| Актёр             | Роль                                      |
| ----------------- | ----------------------------------------- |
| Степан Крылов     | боец Охрименко                            |
| Леонид Белогорцев | лейтенант Мажаев                          |
| Михаил Воробьёв   | боец Гаркуша (в титрах — Виктор Воробьёв) |
| Алты Карлиев      | Кельхан                                   |
| Куллук Ходжаев    | Ширматбек                                 |
| Ашир Миляев       | председатель колхоза Чари                 |
| Н. Ершова         | лаборантка Сона                           |
| Михаил Викторов   | боец Ягмур                                |
| Иван Бобров       | парикмахер (нет в титрах)                 |